# 金伯利钻石
金伯利钻石是中国一家钻石制造商和零售商。 

## 历史
金伯利钻石成立于1995年，並於當年的5月18日在中国大陆开设第一家专卖店。截至1999年，金伯利钻石已開設了100家专卖店。2000年，上海金伯利钻石有限公司成立。截至2016年，金伯利钻石在中国大陆、香港、加拿大和比利时等地開設了近600家加盟店。

### 工业园
2008年10月9日，金伯利钻石产业园在上海市浦东新区川沙鎮落成。它佔地面積22,000平方米。 